# Norbert Maciejak
Norbert Jan Maciejak (ur. 18 sierpnia 2002) – polski koszykarz, występując na pozycji środkowego, od 2023 zawodnik Weegree AZS-u Politechniki Opolskiej.

## Osiągnięcia
Stan na 2 maja 2024, na podstawie, o ile zaznaczono inaczej.

### Drużynowe
- Mistrz Polski juniorów starszych (2021)[4]
- Wicemistrz Polski juniorów (2020)[5]

### Indywidualne
- Zaliczony do I składu mistrzostw Polski juniorów (2020)[5]

### Reprezentacja
- Uczestnik U–20 Euro Challengers (2021)